# Juraj Kolník
Juraj Kolník (Nitra, 13 novembre 1980) è un hockeista su ghiaccio slovacco che gioca nel come attaccante. Ha vinto il premio di PostFinance Top Scorer al termine della Lega Nazionale A 2008-2009, dopo aver messo a referto 25 gol e 47 assist.

## Carriera
Juraj Kolnik iniziò la sua carriera da giocatore di hockey nella propria città natale, con il settore giovanile dell'MHC Nitra, squadra dell'Extraliga slovacca, nel ruolo di ala destra, per poi passare alla prima squadra nella stagione 1997-98. Dopodiché cercò fortuna nelle leghe giovanili americane, dove giocò per due anni con i Rimouski Océanic, club della QMJHL, con cui vinse nella stagione 1999/2000 la President's Cup, e in seguito la Memorial Cup, trofei rispettivamente di QMJHL e CHL, al cui conseguimento contribuì in maniera significativa. I 133 punti in 61 partite, durante la sua permanenza nei Rimouski Océanic, gli valsero la convocazione per l'All-Star Team della Memorial Cup nella stagione 1999/2000.
Venne scelto nell'NHL Entry Draft 1999 al quarto giro in 101ª posizione assoluta dai New York Islanders, con cui rimase sotto contratto per le stagioni 2000/01 e 2001/02. Tuttavia non giocò subito una stagione completa in NHL, giocando invece per i Lowell Lock Monsters, e gli Springfield Falcons, franchigie della AHL per il primo anno, e per i Bridgeport Sound Tigers, altra franchigia di AHL, per il secondo, con cui arrivò in finale nella Calder Cup, persa contro i Chicago Wolves.
Nel 2002 firmò un contratto con i Florida Panthers, con cui rimase fino al 2007. Giocò la sua prima stagione completa nella massima lega nordamericana proprio con i Panthers, nella stagione 2005/06. Prima di allora venne girato per parte della stagione ai San Antonio Rampage, dove si distinse comunque per le buone prestazioni.
In seguito all'esperienza in Florida approdò in Svizzera, firmando per l'HC Ginevra Servette, dove ben presto divenne uno dei beniamini della squadra, in virtù dei 66 punti in 50 partite alla stagione d'esordio in maglia granata. Meglio fece l'anno successivo, dove divenne Top scorer del campionato, con 72 punti all'attivo al termine della Regular Season, e venne scelto per l'All-Star Team. Giocò per il Servette fino alla stagione 2010/11, quando si accasò all'OHK Dinamo, con cui poté però giocare solo otto partite, mettendo a referto una rete e quattro assist. Nella stagione successiva, dopo una breve parentesi con la Dynamo Balashikha, club affiliato all'OHK Dinamo, dove giocò una sola partita, abbandonò il club firmando per lo ZSC Lions, club con cui disputò 15 partite, playoff compresi.
Dopo appena un anno cambiò nuovamente squadra, decidendo per il Rapperswil-Jona Lakers.

## Palmarès

### Club
- Campionato svizzero: 1

 ZSC Lions: 2011-12